# VGN-Klasse XA
Die Dampflokomotive der Klasse XA war eine Güterzuglokomotive, die versuchsweise zum Nachschieben von Kohlenzügen auf dem Streckenabschnitt Elmore–Clarks Gap der Virginian Railway (VGN) eingesetzt wurde, wo Steigungen bis 21 ‰ vorkommen. Die Triplex-Lokomotive war ein Einzelstück. Die Klassenbezeichnung leitete sich aus Experimental für Versuchslokomotive und der als A bezeichneten ersten und einzigen Baureihe in dieser Gruppe ab. Mit 382 t Gewicht und 830 kN Anfahrzugkraft war sie die schwerste und stärkste Lokomotive ihrer Zeit, die Leistung des Kessels war aber ungenügend, so dass ihr kein Erfolg beschieden war.

## Geschichte
Die Lokomotive war kein Erfolg, weil der Kessel zu wenig leistungsfähig war. Obwohl die Triebwerke gegenüber den zuvor gelieferten Triplex-Lokomotiven der Erie-Klasse P-1 kleinere Zylinder hatten, konnte der Kessel nicht genügend Dampf liefern. Die XA war für einen Betrieb mit 16 km/h vorgesehen, konnte aber höchstens 8 km/h schnell fahren, ohne zu viel Dampf zu verbrauchen. Obwohl sie ständig von Personal des Herstellers betreut wurde, gelang es nicht, sie zu verbessern. Der Kessel erzeugte zu wenig Dampf, weil einerseits die Rostfläche im Vergleich zu späteren Baureihen klein war und andererseits der Saugzug gemessen an der erzeugten Dampfmenge ungenügend wirkte, weil die Hälfte des Dampfes über den Schornstein am Tender entwich.
 Nach nur drei Jahren Einsatz wurde die beim Personal unbeliebte Lokomotive 1921 an den Hersteller zurückgegeben und von ihm zu zwei neuen Loks umgebaut. Die vorderen beiden Triebwerke mit dem Kessel wurden zur Mallet-Lokomotive der VGN-Klasse AF mit der Achsfolge (1’D)D und der Betriebsnummer 610. Das unter dem Tender angeordnete Triebwerk wurde mit einem neuen Kessel versehen und zur Mikado-Lokomotive der VGN-Klasse MD mit der Betriebsnummer 410.

## Technik
Die Lokomotive war ähnlich aufgebaut wie die Erie-Klasse P-1. Sie setzte sich aus einer Mallet-Lokomotive mit einem Triebtender zusammen. Das mittlere Triebwerk war fest mit dem Hauptrahmen verbunden, der den Langkessel trug. Das führende Triebwerk war beweglich mit dem Hauptrahmen verbunden und konnte um einen Drehzapfen ausschwenken. Unter dem Schlepptender war das dritte Triebwerk angeordnet. Das erste Triebwerk hatte eine Vorlaufachse, der Tender ein nachlaufendes Drehgestell, das bei Rückwärtsfahrt nach geleistetem Schiebedienst die Laufeigenschaften der Lok verbessern sollte.
Der überhitzte Dampf aus dem Langkessel wurde den am mittleren Triebwerk angeordneten Hochdruckzylindern zugeführt. Der Abdampf des rechten Hochdruckzylinders wurde in den Niederdruckzylindern des vorlaufenden Triebwerks ein zweites Mal expandiert, der Abdampf des linken Hochdruckzylinders in den Niederdruckzylindern des Triebwerks unter dem Tender. Während der Abdampf des führenden Triebwerks wie bei anderen Dampflokomotiven über das Blasrohr und den Schornstein des Langkessels ins Freie gelangte, wurde der Abdampf des dritten Triebwerks über einen Speisewasservorwärmer im Tender in einen eigenen am Ende des Tenders montierten Schornstein geleitet. Die Zylinder aller Triebwerke hatten die gleichen Abmessungen.

## Trivia
Das bisher einzige Serienmodell der Triplex erschien bei MTH Electric Trains. 2011 wurde das Modell sowohl für Zweileiter-Gleichstrom-Systeme als auch als europäische Mittelleiter-Wechselstrom-Ausführung angeboten. Den Vertrieb der Modelle in Deutschland übernahm die Firma Busch.